# عین الحلوه
عین الحلوه (به عربی:عین الحلوة) یک اردوگاه پناهندگان در لبنان است که در شهرستان صیدا واقع شده است.

## خصوصیات
عین الحلوه بیش از ۷۰٬۰۰۰ تن جمعیت دارد.